# Aristida divaricata
Aristida divaricata är en gräsart som beskrevs av Alexander von Humboldt, Aimé Bonpland och Carl Ludwig von Willdenow. Aristida divaricata ingår i släktet Aristida och familjen gräs. Inga underarter finns listade i Catalogue of Life.